# Amata hydatina
Amata hydatina är en fjärilsart som beskrevs av Butler 1876. Amata hydatina ingår i släktet Amata och familjen björnspinnare. Inga underarter finns listade i Catalogue of Life.